# 柊タイガー
柊 タイガー（ひいらぎ タイガー、男性）は、日本の漫画家、同人作家。「peach valley」名義で同人活動している。

## 作品リスト

### 漫画作品
- まどかはいつも☆以心伝心（原案：Magica Quartet、『魔法少女まどか☆マギカ アンソロジーコミック』5巻、2014年） - 『魔法少女まどか☆マギカ』のアンソロジー寄稿作品。カバー下にも掲載。
- 天罰デス!（『まんがタイムきららキャラット』2014年11月号[1]）
- ×しますイヴ!（『まんがタイムきららキャラット』2015年4月号 - 6月号）
- 『よんこま十三機兵防衛圏!!～こちらセクターX～』KADOKAWA〈ブシロードコミックス〉2021年[2] - 2023年、全3巻（『月刊ブシロード』2020年 - 2023年）

### その他
- GREE プラーナサーガ ～ウォルテニア戦記～